# 堯里斯克區
堯里斯克區（西班牙語：Distrito de Yaurisque），是南美洲國家秘魯的一個區，位於該國南部庫斯科大區的帕魯羅省，始建於1959年4月15日，面積90.8平方公里，海拔高度3,330米，2005年人口2,717，人口密度每平方公里30人。